# 珠峰党参
珠峰党参（学名：Codonopsis dicentrifolia）为桔梗科党参属的植物。分布在锡金、尼泊尔、印度以及中国大陆的西藏等地，生长于海拔2,700米至3,300米的地区，常生于阔叶林下和悬岩上，目前尚未由人工引种栽培。